# Temporada 2013-2014 del Teatre Nacional de Catalunya

## Espectacles
| Temporada 2013-2014 del Teatre Nacional de Catalunya |                                                                                    |                                                                                 | |                                                               |                      |              |         |
| Espectacle                                           | Autoria                                                                            | Direcció                                                                        | Actors i actrius principals / artistes | Producció                                                     | Dates                | Sala         | Gènere  |
| Taxi...Al TNC!                                       |                                                                                    | Francesc Mora                                                                   | Orquestra de les Glòries Catalanes, Companyia de teatre Alquimistes, etc. |                                                               | 02/10/13 al 06/10/13 | Sala Gran    | Concert |
| Terra de ningú                                       | Harold Pinter                                                                      | Xavier Albertí                                                                  | Lluís Homar, Josep Maria Pou, Ramon Pujol, David Selvas | Teatre Nacional de Catalunya                                  | 17/10/13 al 24/11/13 | Sala Petita  | Teatre  |
| L'honorable home d'estat                             | T.S. Eliot                                                                         | Mònica Bofill                                                                   | Marta Angelat, Roser Casamajor, Imma Colomer, Pep Cruz, Biel Duran, Pep Anton Muñoz, Alina Sànchez | Teatre Nacional de Catalunya                                  | 22/10/13 al 24/11/13 | Sala Tallers | Teatre  |
| La Capitana                                          | R. Oller, R. Molina, BCN2016, M. Martín, J. Carmona                                |                                                                                 | | Teatre Nacional de Catalunya                                  | 30/10/13 al 10/11/13 | Sala Gran    | Dansa   |
| Un Rèquiem per a Salvador Espriu                     | A partir de l’obra de Xavier Benguerel ‘’Rèquiem a la memòria de Salvador Espriu’’ | Miquel Ortega                                                                   | OBC, Polifònica de Puig-Reig, Coral Càrmina, Josep Maria Flotats, José Ferrero (tenor), Àlex Sanmartí (bariton), Maribel Ortega (soprano), Marisa Martins (mezzosoprano)                              | Teatre Nacional de Catalunya, L'Auditori - OBC                | 15/11/13 al 17/11/13 | Sala Gran    | Dansa   |
| La rosa tatuada                                      | Tennessee Williams                                                                 | Carlota Subirós                                                                 | Pep Blasco, Roser Camí, Màrcia Cisteró, Montse Esteve, Oriol Genís, Nies Jaume, David Marcé, Bruno Oro, Marta Ossó, Carme Sansa, Clara Segura, Teresa Urroz                                           | Teatre Nacional de Catalunya                                  | 12/12/13 al 02/02/14 | Sala Gran    | Dansa   |
| Fum                                                  | Josep Maria Miró                                                                   | Josep Maria Miró                                                                | Joan Carreras, Carme Elias, Lluís Marco, Anna Sahun | Teatre Nacional de Catalunya, Bitò Produccions                | 08/12/13 al 26/01/14 | Sala Petita  | Teatre  |
| La dona que perdia tots els avions                   | Josep Maria Miró                                                                   | Josep Maria Miró                                                                | Francesc Garrido, Lina Lambert, Mercè Mariné | Teatre Nacional de Catalunya                                  | 15/01/14 al 19/01/14 | Sala Tallers | Teatre  |
| Un mosquit petit                                     | Marc Artigau i Queralt                                                             | Marc Artigau i Queralt                                                          | Isaac Alcaide, Anna Ycobalzeta, Pep Cruz | Teatre Nacional de Catalunya                                  | 22/01/14 al 26/01/14 | Sala Tallers | Teatre  |
| Sota el llit                                         | Núriz Vizcarro                                                                     | Ricard Soler i Mallol                                                           | Queralt Casasayas, Magda Puig, Marc Rius | Teatre Nacional de Catalunya                                  | 01/02/14 al 16/02/14 | Sala Tallers | Teatre  |
| Ocells i llops                                       | Josep Maria de Segarra                                                             | Lurdes Barba                                                                    | David Bagés, Nausicaa Bonnín, Carme Conesa, Llorenç González, Francesc Lucchetti, Jaume Madaula, Montse Pérez, Roser Tapias                                                                           | Teatre Nacional de Catalunya                                  | 19/02/14 al 06/04/14 | Sala Petita  | Teatre  |
| Doña Rosita la soltera                               | Federico García Lorca                                                              | Joan Ollé                                                                       | Joan Anguera, Mercè Aránega, Marta Betriu, Enric Cambray, Carme Elias, Laura Guiteras, Mireia Llunell, Enric Majó, Lluís Marco, Nora Navas, Victòria Pagès, Alba Pujol, Candela Serrat, Albert Triola | Teatre Nacional de Catalunya                                  | 27/02/14 al 06/04/14 | Sala Gran    | Teatre  |
| L'esquella de la torratxa                            | Serafí Pitarra                                                                     | EGOS Teatre                                                                     | Anna Alborch, Lali Camps, Rubèn Montañà, Albert Mora, Toni Sans, Maria Santallusia | Teatre Nacional de Catalunya                                  | 07/03/14 al 09/03/14 | Sala Tallers | Teatre  |
| El cantador                                          | Serafí Pitarra, Pau Bonyegues                                                      | Xicu Masó                                                                       | ITNC - Jove Companyia: Cristina Arenas, Marçal Bayona, Oreig Canela, Queralt Casasayas, Bruna Cusí, Mariona Ginés, Ricard Farré, Andrea Martínez, Arnau Puig, Josep Sobrevals, Pau Viñals             | Teatre Nacional de Catalunya                                  | 02/04/14 al 13/04/14 | Sala Tallers | Teatre  |
| Amarillo                                             | Gabriel Contreras                                                                  | Jorge Arturo Vargas                                                             | Raúl Mendoza, Alicia Laguna, María Luna, Viany Salinas, Antígona González, Jesús Cuevas | Teatro Línea de Sombra (Mèxic)                                | 10/04/14 al 13/04/14 | Sala Petita  | Teatre  |
| Moro com a país                                      | Dimitris Dimitriadis                                                               | Albert Arribas                                                                  | Màrcia Cisteró | Teatre Nacional de Catalunya                                  | 24/04/14 al 27/04/14 | Sala Tallers | Teatre  |
| El joc de l'amor i de l'atzar                        | Pierre de Marivaux                                                                 | Josep Maria Flotats                                                             | Enric Cambray, Àlex Casanovas, Rubèn de Eguía, Guillem Gefaell, Vicky Luengo, Bernat Quintana, Mar Ulldemolins                                                                                        | Teatre Nacional de Catalunya                                  | 07/05/14 al 22/06/14 | Sala Gran    | Teatre  |
| Santa Cecília de Borja a Saragossa (Fronteres)       | Rafael Spregelbund                                                                 | Rafael Spregelbund                                                              | Roser Batalla, Jordi Boxaideras, Oriol Genís, Lina Lambert | Teatre Nacional de Catalunya                                  | 14/05/14 al 08/06/14 | Sala Petita  | Teatre  |
| Frontex (Fronteres)                                  | Falk Richter                                                                       | Alícia Gorina                                                                   | Roser Batalla, Oriol Genís | Teatre Nacional de Catalunya                                  | 14/05/14 al 08/06/14 | Sala Petita  | Teatre  |
| Geografia (Fronteres)                                | Lluïsa Cunillé                                                                     | Xavier Martínez                                                                 | Jordi Boxaideras, Lina Lambert | Teatre Nacional de Catalunya                                  | 14/05/14 al 08/06/14 | Sala Petita  | Teatre  |
| El triomf de la fonètica                             | Martí de Riquer                                                                    | Israel Solà                                                                     | Manel Barceló, Jordi Basté, Xavi Francès, Aitor Galisteo-Rocher, Esther López, Francesc Mora, Quimet Pla, Marc Rius, Aina Sánchez, Júlia Truyol, Teresa Vallicrosa, Arnau Vilardebò                   | Teatre Nacional de Catalunya                                  | 09/05/14 al 11/05/14 | Sala Tallers | Teatre  |
| Liceistes i Cruzados                                 | Serafí Pitarra                                                                     | Jordi Prat i Coll                                                               | Jordi Banacolocha, Francesc Ferrer, Camilo García, Berta Giraut, Oriol Guinart, Anna Moliner, Bernat Quintana, Pep Sais, Jordi Vidal                                                                  | Teatre Nacional de Catalunya                                  | 16/05/14 al 18/05/14 | Sala Tallers | Teatre  |
| Safari Pitarra                                       | Jordi Oriol, Josep Pedrals                                                         | Jordi Oriol                                                                     | Nao Albet, Marcel Borràs, Paula Malia, Aina Sánchez, Anna Moliner, Carles Pedragosa, Lluís Soler | Teatre Nacional de Catalunya                                  | 05/06/14 al 22/06/14 | Sala Tallers | Teatre  |
| L'eclipsi                                            | Una òpera d'A. G. Demestres, versió lliure de l'obra de Paco Zarzoso               | Alberto García Demestres (direcció musical), Xavier Albertí (direcció d’escena) | Anna Alàs, Antoni Comas, Isabella Gaudí, Maria Hinojosa, Josep-Ramón Olivé, Pere Ponce, Elisenda Pujals, Mercè Sampietro, Claudia Schneider                                                           | Teatre Nacional de Catalunya, Festival de Barcelona Grec 2014 | 02/07/14 al 13/07/14 | Sala Petita  | Òpera   |